# 利珀亲王国
利珀親王國（Lippe-Detmold）是德國歷史上的一個國家。首都設在德特摩德。利珀建國于1123年。1871年，利珀加入德意志帝國。1918年，親王退位，利珀改為利珀自由邦。利珀如今是北萊茵-威斯特法倫的一部份。

## 利珀親王
- 利奧波德一世，第一任親王（1789年—1802年在位）
  -  利奧波德二世，第二任親王（1802年—1851年在位）
    - 利奧波德三世，第三任親王（1851年—1875年在位）
    - 沃爾德馬，第四任親王（1875年—1895年在位）
    -  亞歷山大，第五任親王（1895年—1905年在位）

1905年利珀-德特摩德長系絕嗣，由利珀-比斯特費爾德支系繼承：
- 恩斯特，利珀-比斯特費爾德伯爵
  - 利奧波德四世，第六任親王（1905年—1918年在位），利珀親王繼承人（1918年—1949年）
    -  阿爾明，利珀親王繼承人（1949年—2015年）
      -  施特凡，利珀親王繼承人（2015年至今）